# Thyene bilineata
Thyene bilineata es una especie de araña saltarina del género Thyene, familia Salticidae. Fue descrita científicamente por Lawrence en 1927.
Habita en Namibia y Sudáfrica.